# Catarhoe basochesiata
Catarhoe basochesiata is een vlinder uit de familie spanners (Geometridae). De wetenschappelijke naam is voor het eerst geldig gepubliceerd in 1831 door Duponchel.
De soort komt voor in Europa.